# Magdalena Wunderlich
Pour les articles homonymes, voir Wunderlich.
Magdalena Wunderlich, née le 16 mai 1952 à Großhesselohe, est une kayakiste allemande pratiquant le slalom.

## Biographie
Aux Jeux olympiques d'été de 1972 à Munich, Magdalena Wunderlich est médaillée de bronze du slalom en kayak monoplace.

## Palmarès

### Jeux olympiques
- Jeux olympiques d'été de 1972 à Munich
  -  Médaille de bronze en K1 slalom